# Balantiopteryx plicata
Balantiopteryx plicata (Peters, 1867) è un Pipistrello della famiglia dei Emballonuridi diffuso nell'America centrale.

## Descrizione

### Dimensioni
Pipistrello di piccole dimensioni, con la lunghezza della testa e del corpo tra 47 e 53 mm, la lunghezza dell'avambraccio tra 40 e 45 mm, la lunghezza della coda tra 13 e 17 mm, la lunghezza del piede tra 7 e 10 mm, la lunghezza delle orecchie tra 13 e 15 mm e un peso fino a 6 g.

### Aspetto
Le parti dorsali sono grigio chiare, spesso giallastre sulla groppa, mentre le parti ventrali sono leggermente più chiare. Il muso è appuntito. Le labbra sono lisce, con quella superiore leggermente protuberante e con le narici dirette leggermente verso l'esterno. Le orecchie sono relativamente piccole, separate, leggermente arrotondate e con il margine esterno dritto o leggermente convesso. Il trago è arrotondato verso l'estremità, con il margine esterno convesso e fornito di una dentellatura alla base e con il margine interno dritto. Le membrane alari sono marroni con i bordi marcati di bianco e attaccate posteriormente lungo le anche. Sono presenti delle sacche ghiandolari ben sviluppate sulla superficie dorsale davanti al gomito e con l'apertura rivolta verso il corpo. I piedi sono delicati. La coda è corta e perfora a circa metà della sua lunghezza la superficie dorsale dell'uropatagio. Gli arti inferiori sono relativamente lunghi. Il cariotipo è 2n=32 FNa=60.

### Ecolocazione
Emette ultrasuoni ad alto ciclo di lavoro sotto forma di impulsi di breve durata e banda stretta a frequenza iniziale di 40,2-43,7 kHz, finale a 37,9-41,3 kHz e massima energia a 38,6-43,9 kHz. Questa configurazione è presente nei pipistrelli che catturano le prede nella densa vegetazione.

## Biologia

### Comportamento
Si rifugia all'interno delle grotte e miniere vicino alle entrate, nelle cavità degli alberi e negli edifici. Solitamente di notte vengono utilizzati altri siti come ponti od altri fabbricati. Formano gruppi con oltre 50 individui, di cui i tre quarti sono maschi. L'attività predatoria inizia immediatamente dopo il tramonto.

### Alimentazione
Si nutre di insetti volanti catturati sopra le chiome degli alberi.

### Riproduzione
Le femmine danno alla luce i piccoli verso la fine di giugno, in piena estate delle piogge.

## Distribuzione e habitat
Questa specie è diffusa dal Messico nord-occidentale fino alla Costa Rica nord-occidentale.
Vive nelle foreste decidue e nelle boscaglie secche fino a 1.500 metri di altitudine.

## Tassonomia
Sono state riconosciute 2 sottospecie:
- B.p.plicata: Dagli stati messicani di Nayarit ad ovest e Veracruz ad est fino al Chiapas a sud; Guatemala; Honduras e Nicaragua occidentali, El Salvador e Costa Rica settentrionale;
- B.p.pallida (Burt, 1948): Stati messicani di Sonora meridionale, Sinaloa ed estrema parte meridionale della Bassa California del Sud.

## Conservazione
La IUCN Red List, considerato il vasto areale, la popolazione presumibilmente numerosa e la presenza in diverse aree protette, classifica B.plicata come specie a rischio minimo (Least Concern)).